# آیزنبرگ پاریس
آیزنبرگ پاریس (انگلیسی: Eisenberg Paris) شرکت کالای لوکس فرانسوی است، که در سال ۲۰۰۰ تأسیس شد.